# Acasis unicolorata
Acasis unicolorata är en fjärilsart som beskrevs av Metschl. 1925. Acasis unicolorata ingår i släktet Acasis och familjen mätare. Inga underarter finns listade i Catalogue of Life.